# Acanthocalycium
Acanthocalycium Backeb. è un genere di piante grasse della famiglia delle Cactacee.

## Descrizione
Sferiche o globose, con numerose costolature, talvolta più di dieci, che presentano grosse areole spinose e lanuginose.
In estate producono sull'apice della pianta un grosso fiore campanuliforme squamoso e che si sfalda facilmente, di colori accesi.

## Distribuzione e habitat
Queste cactacee sono originarie di Argentina, Bolivia, Brasile, Paraguay, Uruguay.

## Tassonomia

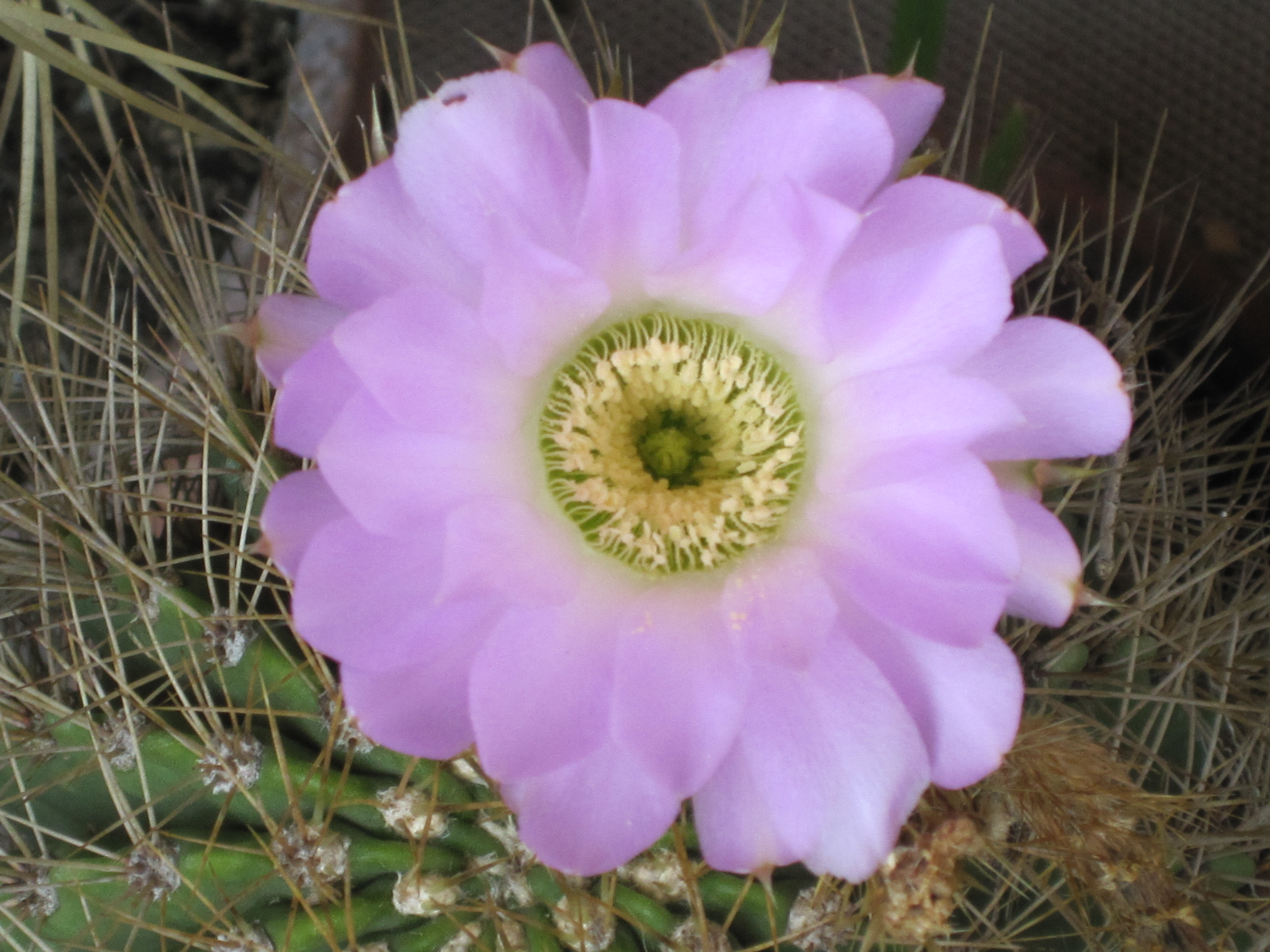
Il fiore di Acanthocalycium spiniflorum

Il genere comprende le seguenti specie:
- Acanthocalycium ferrarii Rausch
- Acanthocalycium leucanthum (Gillies ex Salm-Dyck) Schlumpb.
- Acanthocalycium rhodotrichum (K.Schum.) Schlumpb.
- Acanthocalycium spiniflorum (K.Schum.) Backeb.
- Acanthocalycium thionanthum (Speg.) Backeb.

## Coltivazione
Acanthocalycium è una pianta molto adattabile e facile da coltivare, e ha bisogno solo di un luogo ben arieggiato e con molto sole.
Molte annaffiature in estate, ogni tre-quattro giorni, più rare in autunno-inverno, ogni sette-otto giorni circa.
Concimazioni abbondanti una volta al mese da maggio ad ottobre e una miscela normale di terriccio.